# Niemcy na Halowych Mistrzostwach Świata w Lekkoatletyce 2010
Reprezentacja Niemiec podczas halowych mistrzostw świata 2010 liczyła 17 zawodników.
Początkowo w składzie znajdowały się także płotkarka Carolin Nytra oraz skoczkini wzwyż Ariane Friedrich, jednak kontuzje uniemożliwiły im występ w tych zawodach.

## Mężczyźni
- Bieg na 1500 m
  - Christian Klein

- Bieg na 60 m przez płotki
  - Alexander John
  - Helge Schwarzer

- Skok wzwyż
  - Martin Günther

- Skok o tyczce
  - Malte Mohr
  - Alexander Straub

- Skok w dal
  - Christian Reif

- Pchnięcie kulą
  - Ralf Bartels
  - David Storl

## Kobiety
- Bieg na 60 m
  - Yasmin Kwadwo

- Bieg na 60 m przez płotki
  - Nadine Hildebrand

- Skok wzwyż
  - Meike Kröger

- Skok o tyczce
  - Carolin Hingst
  - Kristina Gadschiew

- Skok w dal
  - Sosthene Moguenara
  - Bianca Kappler

- Pchnięcie kulą
  - Nadine Kleinert